# Hewlett-Packard

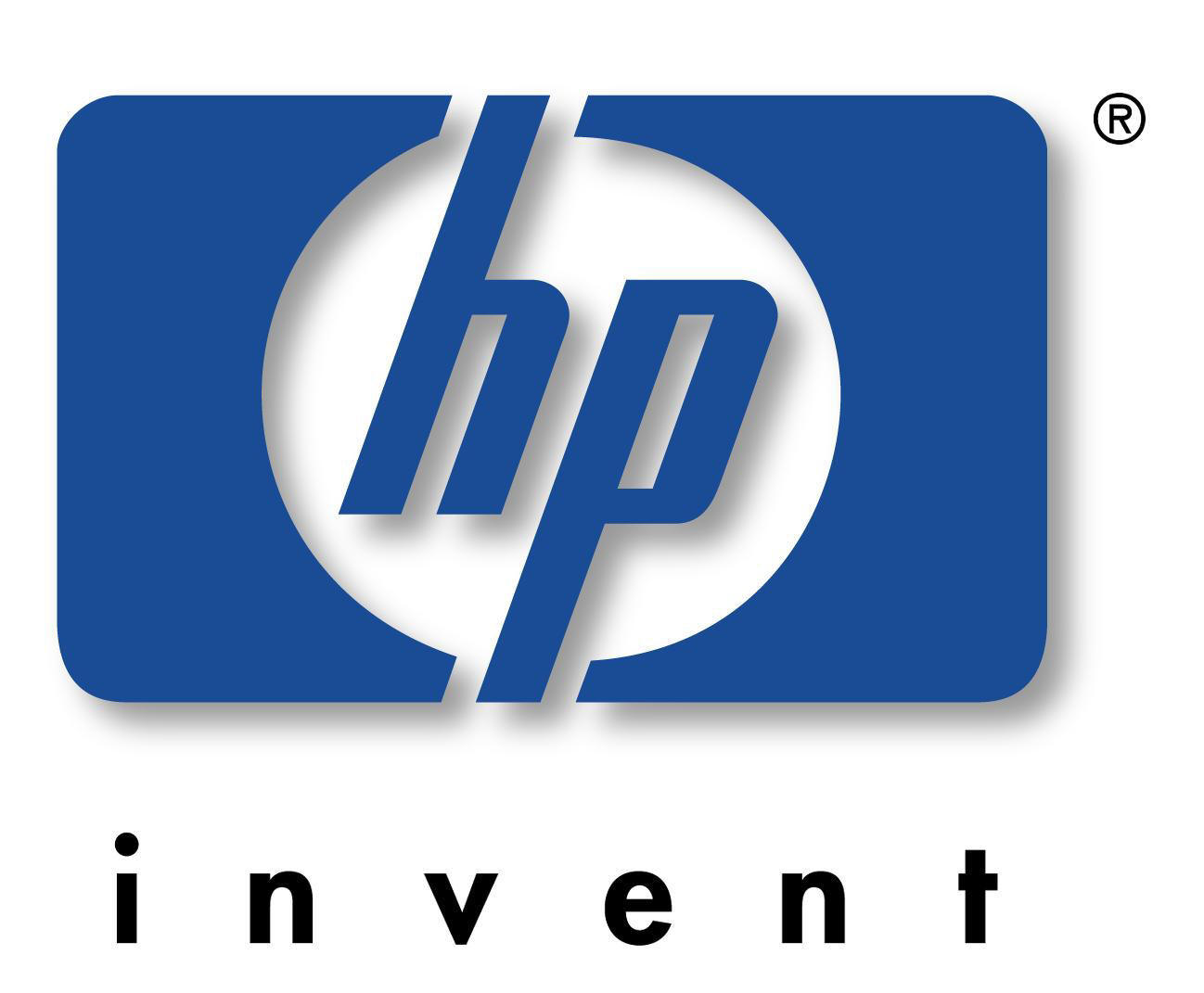
Logo usado hasta 2010.

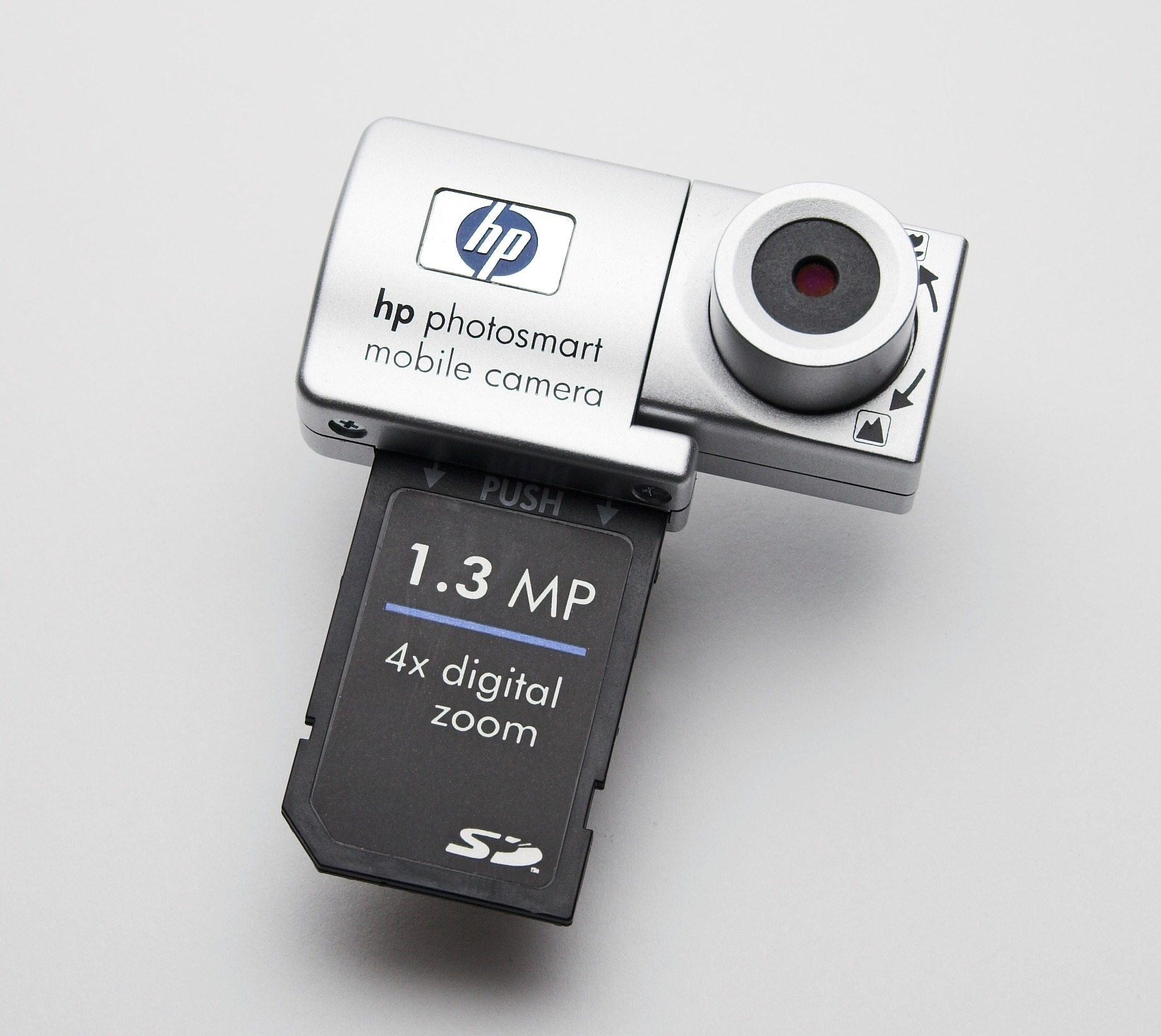
Cámara de Hewlett-Packard.

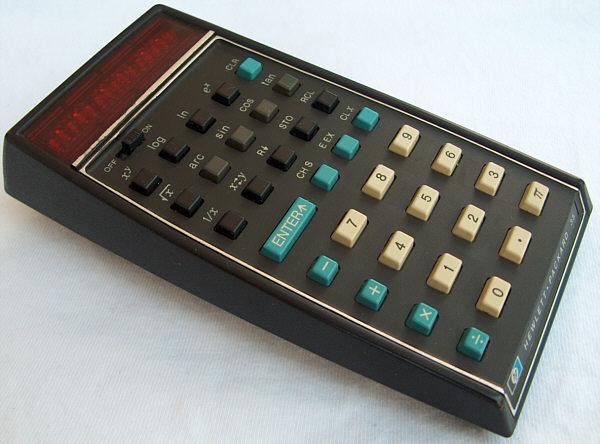
Calculadora HP-35.

Hewlett-Packard Company (NYSE: HPQ), más conocida como HP, fue una empresa de tecnología estadounidense,  con sede en Palo Alto, California, dedicada a la fabricación y comercialización de hardware y software además de brindar servicios de asistencia relacionados con la informática. La compañía fue fundada en 1939 por William Hewlett y David Packard, y se dedicaba a la fabricación de instrumentos de medida electrónica y de laboratorio.
El 31 de octubre de 2014, Hewlett-Packard anunció su división en dos firmas que cotizarían de manera separada en el mercado de valores, con lo que su negocio de computadoras e impresoras operaría independiente de su unidad de servicios y equipos corporativos.
El 1 de noviembre de 2015 se hizo efectiva su división en dos empresas: HP Inc., dedicada a las impresoras y las computadoras personales, y Hewlett Packard Enterprise, dedicada a los servidores, equipos de almacenamiento y redes, programas de cómputo y servicios para terceras empresas. En el proceso de separación se planea despedir a 5000 empleados de la firma.

## Historia

Logotipo de Hewlett-Packard utilizado desde 1941 hasta 1964.

Bill Hewlett y David Packard eran dos compañeros en la Universidad de Stanford. En un garaje alquilado para trabajar a tiempo parcial construyeron un oscilador de audio, un instrumento de prueba electrónico utilizado por los ingenieros de sonido.
Inició una carrera en equipos electrónicos de prueba y ensayo para laboratorios. Más tarde, en 1968 entraron en el negocio de las calculadoras electrónicas con gran éxito:
- HP 9100A (1968), la primera calculadora manufacturada por HP.
- HP-35 (1972), la primera calculadora de mano científica.
- HP-65 (1975), la primera calculadora de mano programable.
- HP-41C (1979), la primera calculadora de mano alfanumérica y expandible.
- HP-28C (1987), la primera calculadora capaz de resolver ecuaciones simbólicamente.

La mayoría de las calculadoras HP usan la notación polaca inversa, en inglés, Reverse Polish Notation o RPN.
HP entró al campo de las computadoras en 1966 con la 2116A, la primera de la serie HP 1000 diseñada para reunir y analizar los datos producidos por instrumentos de HP. Las computadoras HP 1000 son utilizadas para aplicaciones CIM, tales como supervisión y control de procesos, administración de alarmas y supervisión de máquinas.

Logotipo de Hewlett-Packard utilizado desde 1964 hasta 1979.

En 1972, HP se ramificó, entrando en la informática comercial con la serie 3000, un sistema multiusuario que se hizo muy conocido por su extremadamente alta fiabilidad, especialmente para esa época. La serie 3000, de gran éxito, ha continuado siendo la principal serie de computadoras de HP y ha evolucionado hacia una familia completa de computadoras desde micro hasta macrocomputadoras. También en 1972, presentó la primera calculadora de mano científica, la HP-35, reemplazando la regla de cálculo e iniciando una nueva era de calculadoras de bolsillo. En 1982, fue presentada la primera estación de trabajo HP 9000. 
La primera computadora personal de HP fue la Touchscreen 150, una computadora personal con MS-DOS que obtuvo solamente una aceptación modesta. En 1985, presentó la VECTRA, una máquina basada en el 286 que fue la primera de una línea completa de PC compatibles con IBM.
En 1984, HP revolucionó el mercado de las impresoras con su impresora LaserJet destinada al uso en oficinas, la cual ha establecido el estándar para la industria.
En 1986, presentó un nuevo diseño interno para sus familias 3000 y 9000 que condujo a la compañía a los años 1990. La nueva HP Precision Architecture proporciona un importante aumento en el rendimiento.
En 1989, HP adquirió Apollo Computer, que combinada con su propia línea hizo de HP el líder del mercado en estaciones de trabajo. Hewlett-Packard vende por encima de 10 000 productos diferentes en el campo de la electrónica y la computación y ha ganado una reputación en todo el mundo por su ingeniería robusta y fiable.
En 2002, Hewlett-Packard adquirió Compaq Computer Corp. por 20 000 millones de dólares. Numerosos grandes accionistas de HP, incluyendo a Walter Hewlett, públicamente se opusieron al trato. Michael Capellas, entonces director ejecutivo de Compaq, dejó la compañía después de un breve tiempo como presidente de HP. Carly Fiorina se convirtió en la nueva director ejecutivo de HP y fue responsable de la compañía fusionada. Fiorina dirigió Compaq por cerca de tres años después de que Capellas se fue. Durante ese tiempo, HP despidió a miles de antiguos empleados de Compaq, su precio de acción generalmente declinó, las ganancias no se levantaron, y continuó perdiendo mercado frente a Dell. Encarando el despido desde una hostil junta directiva, Fiorina optó por irse en febrero de 2005 antes de que la junta pudiera despedirla. Mark Hurd tomó su lugar como director ejecutivo de HP. Muchos productos Compaq fueron remarcados con el letrero de nombre de HP, mientras que la marca Compaq permaneció en otras líneas de productos.
28 de septiembre de 2006 Hewlett-Packard compra VooDooPc. 
El 12 de noviembre de 2009, Hewlett-Packard adquirió la empresa 3Com, fabricante de productos de networking, por 2700 millones de dólares, o lo que es lo mismo, 7,9 dólares por acción. Según HP la compra estaba dirigida a impulsar su división de comunicaciones, especialmente en China, donde se centra buena parte de la actividad de 3Com.
El 28 de abril de 2010, Palm, Inc. y Hewlett-Packard anunciaron la adquisición de Palm por parte de HP, lo que representó la incursión en la telefonía móvil con dispositivos con gran potencial, pero principalmente la adquisición del sistema operativo multitarea webOS.
El 18 de agosto de 2011, HP informó que evaluaba un spin off de su división de computadoras tanto de escritorio como portátiles, las cuales representaban el 31 % de sus ingresos totales, así como el congelamiento parcial en el desarrollo de HP webOS. Meses después anunció que el negocio de microinformática continuaba siendo un pilar en su estrategia y mantendría por lo tanto su división de computadoras personales.
El 22 de septiembre de 2011, Meg Whitman fue nombrada como la nueva presidente y director ejecutivo de la compañía, reemplazando de esta manera a Léo Apotheker.
A fines de julio del 2013, HP lanza su primera tableta con sistema operativo Android, la HP Slate7. Esta tableta funciona con Android 4.1.1, HP ePrint, WiFi, Micro SD expansible hasta 32 GB, procesador ARM A9 Dual Core 1,6 Ghz, lo que es adecuado para juegos 3D, batería de litio-ion de una celda de 13,4 WH 2 Ah, que es equivalente a 5 horas de reproducción de video, acelerómetro, o sea es necesario inclinarla y moverla para activar aplicaciones prácticas y juegos, peso de 370 g y lo más destacado es que cuenta con BeatsAudio (Beats by dre), lo que da una experiencia mayor de sonido y velocidad. Las desventajas es la pantalla es de 7" no disponible en HD, pero con resoluciones óptimas, cámara frontal tipo VGA y cámara trasera de 3 megapixeles.  
El 1 de noviembre de 2015 se hizo efectiva su separación en dos empresas: HP Inc. y Hewlett Packard Enterprise.

## Instalaciones

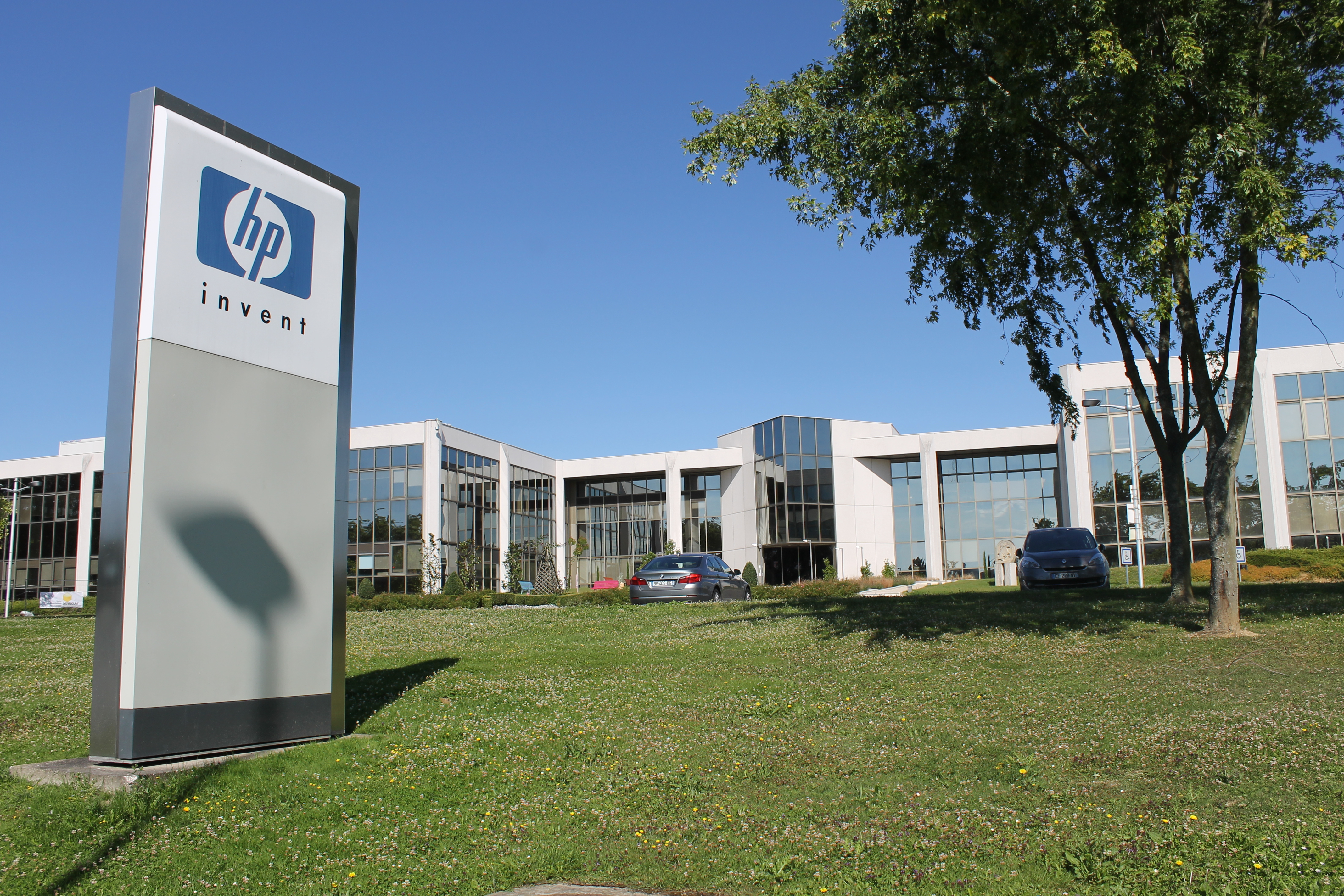
El centro de investigación de Hewlett-Packard en el clúster París Saclay, Francia

Las operaciones globales de HP se dirigen desde su sede en Palo Alto, California, Estados Unidos. Sus operaciones en los Estados Unidos, se dirigen desde sus instalaciones en el condado de Harris a Texas, cerca de Houston. Sus oficinas en América Latina se encuentran en el condado de Miami-Dade, Florida, Estados Unidos, Cerca de Miami; Sus oficinas en Europa están en Meyrin, Suiza, cerca de Ginebra, pero también tiene un centro de investigación en el clúster París-Saclay, 20 km al sur de París, Francia. Sus oficinas de Asia Pacífico están en Singapur. 
También tiene grandes operaciones en Leixlip, Irlanda; Austin, Texas; Boise, Idaho; Corvallis, Oregón; Fort Collins, Colorado; Roseville, California; San Petersburgo, Florida; San Diego, California; Tulsa, Oklahoma; Vancouver, Washington; Conway, Arkansas; y Plano, Texas (la antigua sede de EDS, que adquirió HP). En el Reino Unido, HP tiene su sede en un gran sitio en Bracknell, Berkshire, con oficinas en varias ubicaciones del Reino Unido, incluida una torre de oficinas emblemática en Londres, 88 Wood Street. Su reciente adquisición de 3Com ampliará su base de empleados a Marlborough, Massachusetts. La compañía también tiene una gran fuerza laboral y numerosas oficinas en Bucarest, Rumania y en Bangalore, India, para abordar sus operaciones de back-end y TI. MphasiS, que tiene su sede en Bangalore, también permitió a HP aumentar su presencia en la ciudad, ya que era una subsidiaria de EDS que la compañía adquirió.

## Productos y estructura organizativa

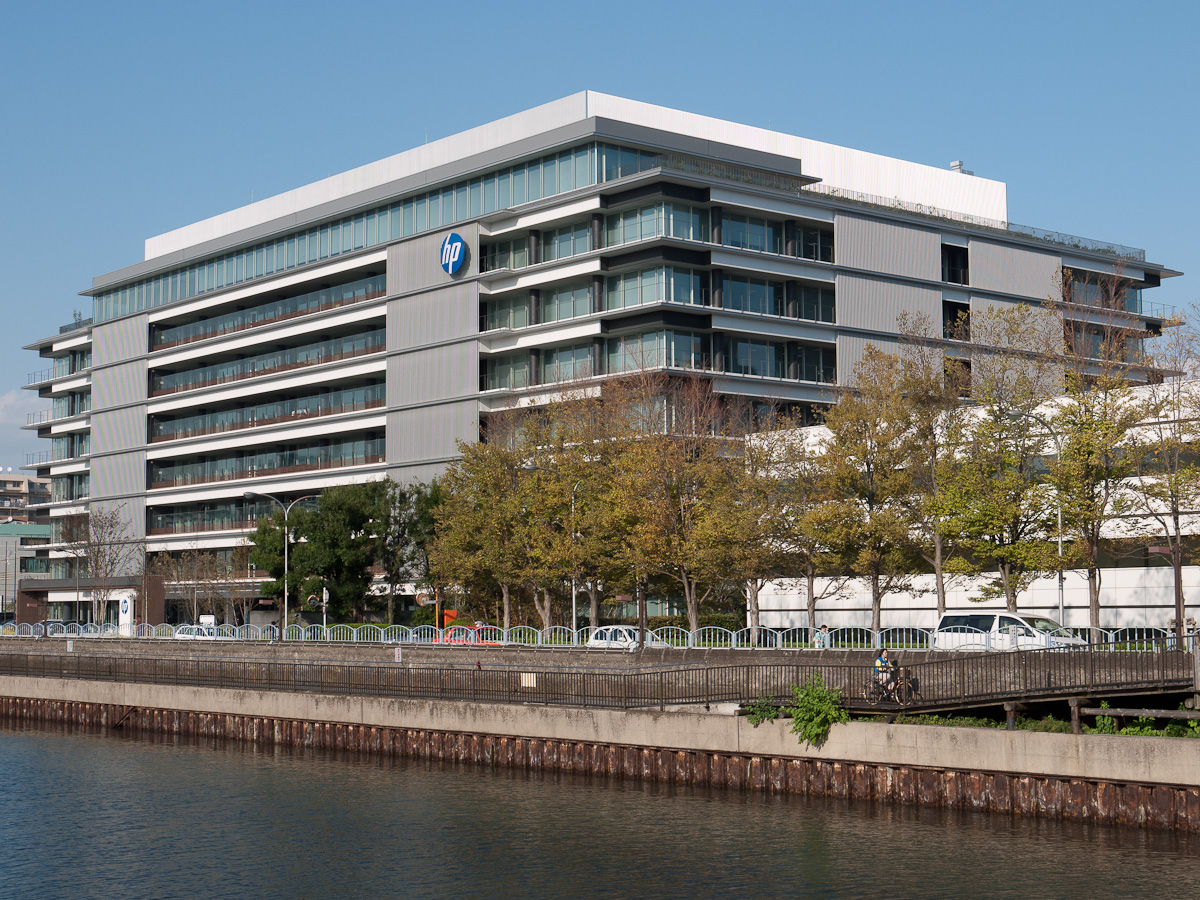
Oficina de HP en Japón

HP produjo líneas de impresoras, escáneres, cámaras digitales, calculadoras, PDA, servidores, estaciones de trabajo y computadoras para uso doméstico y de pequeñas empresas; muchas de las computadoras provienen de la fusión de 2002 con Compaq. 
En 2001, HP se promocionó como proveedor no solo de hardware y software, sino también de una gama completa de servicios para diseñar, implementar y respaldar la infraestructura de TI.
El Grupo de Impresión e Imágenes de HP (IPG) fue descrito por la compañía en 2005 como "el proveedor líder de sistemas de impresión y procesamiento de imágenes en el mundo para hardware de impresora, suministros de impresión y dispositivos de escaneo, que brinda soluciones a todos los segmentos de clientes, desde consumidores individuales hasta pequeñas y medianas empresas. a las grandes empresas".
Los productos y la tecnología asociados con IPG incluyen: 
- Impresoras de inyección de tinta y LaserJet
- consumibles y productos relacionados
- Impresora / escáner / faxes multifunción todo en uno de Officejet
- Impresoras de gran formato Designjet y Scitex
- Prensa digital Indigo
- Software de gestión de impresoras HP Web Jetadmin
- Paquete de software HP Output Management
- Tecnología de grabación óptica LightScribe
- Cámaras digitales e impresoras fotográficas HP Photosmart
- HP SPaM
- Snapfish de HP, un servicio de productos fotográficos y para compartir fotografías.

El 23 de diciembre de 2008, HP lanzó iPrint Photo para iPhone, una aplicación de software descargable gratuita que permite la impresión de fotografías de 4 "x 6".

## Controversias

### Reexpresión
En marzo de 2003, HP reformuló su flujo de efectivo de operaciones del primer trimestre, reduciéndolo en un 18 por ciento debido a un error contable. El flujo de efectivo real de las operaciones fue de 647 millones, no de 791 millones como se informó anteriormente. HP transfirió 144 millones de dólares al efectivo neto utilizado en actividades de inversión.

### Escándalo de espionaje
El 5 de septiembre de 2006, Shawn Cabalfin y David O'Neil de Newsweek escribieron que el abogado general de HP, a instancias de la presidenta Patricia Dunn, contrató a un equipo de expertos en seguridad independientes para investigar a los miembros de la junta y a varios periodistas con el fin de identificar la fuente de una fuga de información. A su vez, esos expertos en seguridad reclutaron investigadores privados que utilizaron una técnica de espionaje conocida como pretextos. El pretexto involucró a investigadores que se hacían pasar por miembros de la junta de HP y nueve periodistas (incluidos reporteros de CNET, The New York Times y The Wall Street Journal) para obtener sus registros telefónicos. La información filtrada estaba relacionada con la estrategia a largo plazo de HP y se publicó como parte de un artículo de CNET en enero de 2006. Desde entonces, la mayoría de los empleados de HP acusados de actos delictivos han sido absueltos.

### Hardware
En noviembre de 2007 Hewlett-Packard lanzó una actualización del BIOS que cubría una amplia gama de computadoras portátiles con la intención de acelerar el ventilador de la computadora y hacer que funcionara constantemente, ya sea que la computadora estuviera encendida o apagada. El motivo era evitar el sobrecalentamiento de las unidades de procesamiento de gráficos (GPU) de Nvidia defectuosas que se habían enviado a muchos de los fabricantes de equipos originales, incluidos Hewlett-Packard, Dell y Apple.
El defecto se refería al nuevo material de embalaje utilizado por Nvidia desde 2007 en adelante para unir el chip gráfico a la placa base, que no funcionó bien bajo ciclos térmicos y era propenso a desarrollar grietas por tensión, cortando efectivamente la conexión entre la GPU y la placa base, lo que lleva a a una pantalla en blanco. En julio de 2008, HP emitió una extensión de la garantía inicial de un año para reemplazar las placas base de modelos seleccionados. Sin embargo, esta opción no se extendió a todos los modelos con los chipsets Nvidia defectuosos a pesar de que las investigaciones muestran que estas computadoras también se vieron afectadas por la falla. Además, el reemplazo de la placa base fue una solución temporal, ya que la falla era inherente a todas las unidades de los modelos afectados desde el punto de fabricación, incluidas las placas base de reemplazo ofrecidas por HP como una 'reparación' gratuita.
Desde este punto, varios sitios web han estado documentando el problema, sobre todo www.hplies.com, un foro dedicado a lo que ellos denominan el "encubrimiento multimillonario" del problema por parte de Hewlett-Packard, y www.nvidiadefect.com, que detalla los detalles de la falla y ofrece consejos a los propietarios de los equipos afectados. Se han presentado varias demandas por reclamos menores en varios estados, así como demandas presentadas en otros países. Hewlett-Packard también enfrentó una demanda colectiva en 2009 por sus computadoras con procesador i7. Los denunciantes declararon que sus sistemas se bloquearon dentro de los 30 minutos posteriores al encendido, de manera constante. Incluso después de ser reemplazado por sistemas i7 más nuevos, los bloqueos continuaron.

### Demanda contra Oracle
El 15 de junio de 2011, HP presentó una demanda en el Tribunal Superior de California en Santa Clara, alegando que Oracle Corporation había incumplido un acuerdo para respaldar el microprocesador Itanium utilizado en los servidores empresariales de gama alta de HP. El 15 de junio de 2011, HP envió una carta de "demanda legal formal" a Oracle en un intento de obligar al tercer fabricante de software del mundo a revertir su decisión de descontinuar el desarrollo de software en el microprocesador Intel Itanium y construir sus propios servidores. HP ganó la demanda en 2012, requiriendo que Oracle continúe produciendo software compatible con el procesador Itanium. HP recibió 3 mil millones en daños contra Oracle el 30 de junio de 2016. HP argumentó que la cancelación del soporte de Oracle dañó la marca del servidor HP Itanium. Oracle ha anunciado que apelará tanto la decisión como los daños.